# Rugojoeropsis rugosa
Rugojoeropsis rugosa är en kräftdjursart som beskrevs av Just 200. Rugojoeropsis rugosa ingår i släktet Rugojoeropsis och familjen Joeropsididae. Inga underarter finns listade i Catalogue of Life.